# Attorney
Attorney - це термін, що використовується для позначення практикуючих юристів у деяких юрисдикціях Південної Африки, Шрі-Ланки, на Філіппінах та у Сполучених Штатах . У Канаді цей термін застосовується лише в  Квебеку як відповідник до англійського avocat . Цей термін походить від дієслова «to attorn», що означає передавати свої права та обов'язки іншій особі.

## Англія, Уельс та Ірландія
У середньовічній Англії термін attorney стосувався юриста, який представляв інтереси клієнта. У Статуті Мертона 1235 року згадується латинський вираз attorñ, яку переклали як 
Для кожного вільного чоловіка, який зобов’язаний з’являтися до суду графства, тритинга, сотні, або вапентейка, чи до суду свого лорда, передбачено та дозволено мати право на вільне призначення attorney, який виконуватиме ці обов’язки замість нього.
Цей термін раніше використовувався в Англії, Уельсі та Ірландії для позначення юристів, які практикували в судах загального права. Вони були судовими службовцями і перебували під юридичним наглядом.  Attorneys, як правило, не виступали в якості захисників у вищих судах, ця роль була закріплена (як і зараз) за барристерам. Соліситори, які працювали у судах справедливості, мали вищий статус, і вже до середини XIX століття багато attorneys почали називати себе соліситорами.
Після ухвалення Закону про Верховний суд Англії та Уельсу 1873 року та Ірландії 1877 року  термін attorney офіційно був замінений на соліситорів.  Проте у Великій Британії він досі використовується в контексті patent attorneys, фахівців із патентного права, які можуть бути також баристерами, соліситорами або технічними експертами (наприклад, після здобуття ступеня доктора філософії та періоду практики в науковій чи інженерній галузі).
У будь-якому нормативно-правовому акті, що діє в Англії, Уельсі, Ірландії та Північній Ірландії,вжиття терміна attorney (крім patent attorneys) трактується як соліситори.